# Liste der Kabupaten in der Region Papua
Diese Liste gibt Auskunft über die territoriale Entwicklung in der Region Papua nach Gründung von vier neuen Provinzen. Sie listet alle 40 Kabupaten und die zwei unabhängigen Städte (Kota) dieser Region, also des westlichen Teils der Insel Neuguinea auf. Mit der Abtrennung der Provinzen Papua Selatan (Südpapua), Papua Tengah (Zentralpapua) und Papua Pegunungan (Bergpapua) von der Provinz Papua begann Mitte des Jahres 2022 eine Umstrukturierung, die im Dezember 2022 mit der Abspaltung der neuen Provinz Papua Barat Daya (Nordwestpapua) von der Provinz Papua Barat (Südwestpapua) ihr Ende fand. Dabei unterlagen die bestehenden Kabupaten fast keinen internen Veränderungen, sondern lediglich einer Zuordnung zu den neuen Provinzen. Während die neuen Provinzen eine durchlaufende Code-Nummerierung erhielten, blieben die Codes der „alten Provinzen“ Papua (91) und Papua Barat (92) unverändert erhalten.
Gesetzesgrundlage für die Bildung der Kabupaten waren immer Regierungsgesetze (Undang-Undang Nomor xx Tahun xxxx), die als downloadbare E-Books mehr Details beinhalten (teilweise auch mit Karten bzw. Aufstellung der zugehörigen Inseln). Ihnen wurde auch die Anzahl der abgetrennten Distrikte entnommen, so wie sie in Spalte 6 zu finden sind.
| Herkunft      | Herkunft   | Verbleib                 | Verbleib   | Kabupaten              | Anzahl der Distrikte | Gesetzes- grundlage | „Mutter“- Bezirk  |
| Provinz alt   | PUM-Kode 1 | Provinz neu              | PUM-Kode 1 | Kabupaten              | Anzahl der Distrikte | Gesetzes- grundlage | „Mutter“- Bezirk  |
| ------------- | ---------- | ------------------------ | ---------- | ---------------------- | -------------------- | ------------------- | ----------------- |
| Papua         | 91.01      | Papua Selatan            | 93.01      | Merauke                |                      | 12/1969             | –                 |
| Papua         | 91.16      | Papua Selatan            | 93.02      | Boven Digoel           | 5                    | 26/2002             | Merauke           |
| Papua         | 91.17      | Papua Selatan            | 93.03      | Mappi                  | 6                    | 26/2002             | Merauke           |
| Papua         | 91.18      | Papua Selatan            | 93.04      | Asmat                  | 7                    | 26/2002             | Merauke           |
| Papua         | 91.04      | Papua Tengah             | 94.01      | Nabire                 |                      | 12/1969             | –                 |
| Papua         | 91.07      | Papua Tengah             | 94.02      | Puncak Jaya            | 6                    | 45/99               | Nabire            |
| Papua         | 91.08      | Papua Tengah             | 94.03      | Paniai                 | 11                   | 45/99               | Nabire            |
| Papua         | 91.09      | Papua Tengah             | 94.04      | Mimika                 | 4                    | 45/99               | Fak Fak           |
| Papua         | 91.25      | Papua Tengah             | 94.05      | Puncak                 | 8                    | 7/2008              | Puncak Jaya       |
| Papua         | 91.26      | Papua Tengah             | 94.06      | Dogiyai                | 7                    | 8/2008              | Nabire            |
| Papua         | 91.27      | Papua Tengah             | 94.07      | Intan Jaya             | 6                    | 54/2008             | Paniai            |
| Papua         | 91.28      | Papua Tengah             | 94.08      | Deiyai                 | 5                    | 55/2008             | Paniai            |
| Papua         | 91.02      | Papua Pegunungan         | 95.01      | Jayawijaya             |                      | 12/1969             | –                 |
| Papua         | 91.12      | Papua Pegunungan         | 95.02      | Pegunungan Bintang     | 6                    | 26/2002             | Jayawijaya        |
| Papua         | 91.13      | Papua Pegunungan         | 95.03      | Yahukimo               | 3                    | 26/2002             | Jayawijaya        |
| Papua         | 91.14      | Papua Pegunungan         | 95.04      | Tolikara               | 4                    | 26/2002             | Jayawijaya        |
| Papua         | 91.21      | Papua Pegunungan         | 95.05      | Mamberamo Tengah       | 5                    | 3/2008              | Jayawijaya        |
| Papua         | 91.22      | Papua Pegunungan         | 95.06      | Yalimo                 | 5                    | 4/2008              | Jayawijaya        |
| Papua         | 91.23      | Papua Pegunungan         | 95.07      | Lanny Jaya             | 10                   | 5/2008              | Jayawijaya        |
| Papua         | 91.24      | Papua Pegunungan         | 95.08      | Nduga                  | 8                    | 6/2008              | Jayawijaya        |
| Papua Barat00 | 92.01      | Papua Barat Daya         | 96.01      | Sorong                 | 2                    | 12/1969             | –                 |
| Papua Barat   | 92.04      | Papua Barat Daya         | 96.02      | Sorong Selatan         | 9                    | 26/2002             | Sorong            |
| Papua Barat   | 92.05      | Papua Barat (Verbleib)   | 96.03      | Raja Ampat             | 7                    | 26/2002             | Sorong            |
| Papua Barat   | 92.09      | Papua Barat Daya         | 96.04      | Tambrauw               | 6                    | 56/2008             | Sorong, Manokwari |
| Papua Barat   | 92.10      | Papua Barat Daya         | 96.05      | Maybrat                | 11                   | 13/2009             | Sorong            |
| Papua Barat   | 92.71      | Papua Barat Daya         | 96.71      | Kota Sorong            | 2                    | 45/1999             | Sorong            |
| Papua         | 91.03      | Papua (Verbleib)         | 91.03      | Jayapura               |                      | 12/1969             | –                 |
| Papua         | 91.05      | Papua (Verbleib)         | 91.05      | Kep. Yapen Waropen 200 |                      | 12/1969             | –                 |
| Papua         | 91.06      | Papua (Verbleib)         | 91.06      | Biak Numfor            |                      | 12/1969             | –                 |
| Papua         | 91.10      | Papua (Verbleib)         | 91.10      | Sarmi                  | 8                    | 26/2002             | Jayapura          |
| Papua         | 91.11      | Papua (Verbleib)         | 91.11      | Keerom                 | 5                    | 26/2002             | Jayapura          |
| Papua         | 91.15      | Papua (Verbleib)         | 91.15      | Waropen                | 3                    | 26/2002             | Kep. Waropen      |
| Papua         | 91.19      | Papua (Verbleib)         | 91.19      | Supiori                | 3                    | 35/2003             | Biak Numfor       |
| Papua         | 91.20      | Papua (Verbleib)         | 91.20      | Mamberamo Raya         | 8                    | 19/2007             | Sarmi             |
| Papua         | 91.71      | Papua (Verbleib)         | 91.71      | Kota Jayapura          | 3                    | 6/1993              | –                 |
| Papua Barat   | 92.02      | Papua Barat (Verbleib)   | 92.02      | Manokwari              |                      | 12/1969             | –                 |
| Papua Barat   | 92.03      | Papua Barat (Verbleib)   | 92.03      | Fak Fak                |                      | 12/1969             | –                 |
| Papua Barat   | 92.06      | Papua Barat (Verbleib)00 | 92.06      | Teluk Bintuni          | 10                   | 26/2002             | Manokwari         |
| Papua Barat   | 92.07      | Papua Barat (Verbleib)   | 92.07      | Teluk Wondama          | 7                    | 26/2002             | Manokwari         |
| Papua Barat   | 92.08      | Papua Barat (Verbleib)   | 92.08      | Kaimana                | 4                    | 26/2002             | Fak Fak           |
| Papua Barat   | 92.11      | Papua Barat (Verbleib)   | 92.11      | Manokwari Selatan      | 6                    | 23/2012             | Manokwari         |
| Papua Barat   | 92.12      | Papua Barat (Verbleib)   | 92.12      | Pegunungan Arfak       | 10                   | 24/2012             | Manokwari         |

## Linkliste der Gesetzestexte (in indonesischer Sprache)
- Undang-Undang Nomor 24 Tahun 2012
- Undang-Undang Nomor 23 Tahun 2012
- Undang-Undang Nomor 13 Tahun 2009
- Undang-Undang Nomor 56 Tahun 2008
- Undang-Undang Nomor 55 Tahun 2008
- Undang-Undang Nomor 54 Tahun 2008
- Undang-Undang Nomor 8 Tahun 2008
- Undang-Undang Nomor 7 Tahun 2008
- Undang-Undang Nomor 6 Tahun 2008
- Undang-Undang Nomor 5 Tahun 2008
- Undang-Undang Nomor 4 Tahun 2008
- Undang-Undang Nomor 3 Tahun 2008
- Undang-Undang Nomor 19 Tahun 2007
- Undang-Undang Nomor 35 Tahun 2002
- Undang-Undang Nomor 26 Tahun 2002
- Undang-Undang Nomor 45 Tahun 1999
- Undang-Undang Nomor 6 Tahun 1993
- Undang-Undang Nomor 12 Tahun 1969